# あばしり一家
『あばしり一家』（あばしりいっか）は永井豪による日本の漫画作品。

## 概要
『週刊少年チャンピオン』（秋田書店）に連載（1969年-1973年）。
「悪馬尻（あばしり）」という苗字の一家全員犯罪者という、とんでもない家族が織り成すギャグ・エロ・暴力のドタバタを描くピカレスク・ギャグ・アクション。映画のように良く練られたストーリーが特徴。アクションシーンでは血が飛び散り、腕が飛び、木っ端微塵に爆殺など、従来の漫画表現では控えられていたリアリティ、エロ、猟奇すらギャグとして笑い飛ばす豪放磊落さ、主人公が極悪人であるためモラルの壁が存在しない自由なストーリー展開など、やりたい放題描いたらどれほど面白くなるか、という挑戦的な作品でもあった。
作風はとても能天気で明るく、陰惨さが微塵もない快作に仕上がっており、現在でも永井豪作品の中でも非常に人気の高い作品である。基本的にギャグ漫画であるが、血生臭い殺傷・暴力シーンや少年誌の範囲を超えるようなエロティックな場面が多数現れ、ジャンルの分類しにくい漫画である。
数回分の中篇で一つのまとまった形で話を完結させ、連載を続けていく方式をとり、「読み切り」と「続き物」との中間に位置する（現在で言う所のシリーズ連載）形式と言える。あばしり一家が出演すれば「なんでもあり」といった作風で、西部劇風、SF風、怪談、悪人オリンピック編など、様々なエピソードが存在する。『ゴーモン族』の巻では、同じ作者の『デビルマン』のセルフパロディを行った他、『キッカイくん』のドクター・ゲルペゾルテが登場した。

## 登場人物
悪馬尻 駄ェ門（あばしり だえもん）
一家の長、父。背の低いハゲ頭のいかにも悪そうなオヤジ。実は超能力者であり、恐るべき剣の達人。テレキネシス、レビテーション、テレポートなど、ありとあらゆる超能力を使いこなし、その破壊力は神のごとく強力で、世界中の警察、軍隊が恐怖する世界最強の魔人。永井豪漫画の中でも屈指の怪物的な強さを誇るキャラクターである（ただし、パラダイス中学編に登場した生首団十郎とグアム島編に登場した悲惨将軍に対しては、（最終的には打倒したものの）恐れをなしていた。）。ありとあらゆる悪事を行い、誰であろうと切り刻むような残虐性があるくせに、子供のこととなると激アマの親バカぶりを見せ、子供たちからの信頼は絶大の良き父親である。また、侠気に富み、敵に情けをかけることもあるなど、魅力的で憎めないキャラクターでもある。男手ひとつで子供たちを育てている（「うるわしの要塞」編によると、4人の母親は全員違っている）ため、エプロンをつけて料理、洗濯、掃除をこなすこともある。『キッカイくん』に登場するドクター・ゲルペゾルテとは友人。このキャラクターは後に『キューティーハニー』の早見団兵衛や『UFOロボ グレンダイザー』の牧葉団兵衛に流用され、キューティーハニー連載時に団兵衛が「今度の役はあばしりより弱い」「わしやっとテレビ出られるもんね」と言っており、『キューティーハニー vs あばしり一家』のオチとして使用されている。
悪馬尻 五ェ門（あばしり ごえもん）
長男、大学生。一家の中で一番弱く、情けない。しかし、根っからのスケベで痴漢をやらせたら超人的で「快傑痴仮ン面（かいけつちかんめん）」に変装して街中で痴漢を働くことも。また、鍵開けなどの技術も持っている。実の妹である菊の助に関しても他の一家の誰よりも好きで、インセスト・タブー、近親相姦にも抵抗感が無い。腕っぷしでは菊の助に敵わないものの、チカンのテクニックを駆使して身体の弱点を責めることで制することができる。口癖は「なのよねー」。モデルは永井豪の盟友であった、漫画家・石川賢。スターシステムで、デビュー作は『痴漢がゆく』。他の永井作品『イシャシャン』、『おさかん家族』にも五エ門そっくりのキャラが出演しているほか、『怪傑!痴仮ン面』（『永井豪 作品全書』に収録）では、痴仮ン面が主役をはっている。『キューティーハニーVSあばしり一家』でも痴仮ン面が復活した。またアニメ版『ハニー』では、後期より「パラダイス学園」の教師・五右衛門先生として登場した。なお『グレートマジンガー』の初期企画「ゴッドマジンガー」では、神竜達也（剣鉄也）と炎ジュンの補佐役である「スクランブルナイツ」のメンバー「小菅五ェ門」として登場する予定であったが、その後の企画練り直しで「スクランブルナイツ」の設定が排除されてしまったので登場しなかった。
悪馬尻 直次郎（あばしり なおじろう）
次男、高校生。人間離れした巨体と怪力を持つ。全国の高校全ての番長であり、曲がったことが大嫌いなバンカラ・キャラクター。肉体的には最強で、何度破壊されても復活する不死身の男。いざという時、駄ェ門の次に頼りになる頼れる兄貴である。その巨体と男らしさから女生徒にモテモテなのだが、ド硬派なので恋愛にはまったく興味がない。ただし、父親と兄譲りのスケベは変わらない。しかし、女性や弱者を傷つけるもの、卑怯者は決して許さない。ケンカが三度の飯より好き。実は脳以外はすべて機械のサイボーグ。『キューティーハニーVSあばしり一家』では駄ェ門から代貸しとされた。
漫画『キューティハニー』には、同じ顔をした「スケバン直子」というキャラクターが登場、アニメ版『ハニー』ではパラダイス学園の番長として登場する他、OVA『マジンカイザー 死闘!暗黒大将軍』の冒頭に登場する輸送機パイロットの顔は直次郎に酷似している。
悪馬尻 菊の助（あばしり きくのすけ）
長女、中学生。一家の紅一点の美少女。しかし腕っ節は強い。刀や火器の腕は超一流。見た目の美少女振りとは裏腹に男っぽい。しかし、時折見せる少女らしさが不思議な色っぽさを見せる。初期は野郎言葉での会話が主だったが、中期以降は女の子らしい言葉遣いの頻度が多くなる。駄ェ門や直次郎のような怪物的強さはないものの、人間レベルとしては超人的身体能力を持つ。素直で真面目な性格であり、曲がったことや卑怯なことが嫌い。しかし、男性に対してはウブ。兄弟からは「菊ちゃん」と呼ばれることも多い。ときおりかわいらしい一面を見せ、また天然ボケでもある。作中で長崎を外国の地名と思っていたり、おねしょをしてしまったりと、年齢より幼いような一面も持っている。一家全員にかわいがられており、ストーリーの主役になることが多い。
『キューティーハニー VS あばしり一家』では女子高生になり、バストサイズがアップ。相変わらず強いが、ハニーによってフルヌードにされている（連載初期のハリケーンハニーのデザインは菊の助と同じ）。
悪馬尻 吉三（あばしり きちざ）
三男、小学生。爆弾の専門家で、小学生のくせに牢名主のように威張っている。ありとあらゆるものを爆発物に加工し、仕掛けたり投げつけたりして爆殺する。大人びているが臆病なところもあり、時々小学生らしい子供らしさも見せる。初期は覆面をつけていたが、「パラダイス学園」編以降は外している。菊の助に弱い。入学したチャーミング学園が法印大子率いる番長会をはじめとして、教師も生徒も女性が幅をきかせている状況なのを見て、番長会などの女子群と衝突する。そのことが一家と法印大子一派とが衝突するきっかけとなる。法印大子卒業後は、学校の番長になり、教師たちからも恐れられている。次第に五エ門と行動を共にすることが多くなり、それとともにスケベになっていき、五ェ門と共に痴漢行為をはたらくまでになる。駄ェ門と揃って、『キューティハニー』で早見順平として登場した。
赤黄 みどり（あかき みどり）
五ェ門のガールフレンドの大学生の美女。優しくて人がよい。また、どんな理不尽な目に遭っても五ェ門には決して逆らえない性格のため、登場するたび五ェ門の痴漢行為の餌食にされ、ヌードにされ酷い目に遭わされる。しかし、実際には五ェ門を挑発して手玉にとり、五ェ門からの被虐を求めているフシもあるマゾヒストである。一念発起して五ェ門に対抗するために快傑チカンベンに変身するも、五ェ門にあっさり正体を見破られ、変装をすべて奪い取られ、ヌードにされた。連載最終登場回では、五ェ門に言葉巧みにヌードにされ、両手両足を大きな文鎮で押さえつけられ、吉三に体に書初めをされて悶えた。菊の助を尊敬しているフシがあり、『キューティーハニー VS あばしり一家』では「キクさま」と呼んでいる。
赤黄 ムラサキ（あかき ムラサキ）
赤黄みどりの妹。姉に似た風貌の中学生の美少女。姉と同様五ェ門の被害者となる。五ェ門によって股裂きの刑にされ、ヌードにされ、胸を散々揉みしごかれるという理不尽な目に遭わされ「あたしなぜこんなめにあわなきゃならないのー」と叫んだ。
法印 大子（ほういん だいこ）
あばしり一家最大のライバルであり、その対極に位置する正義の味方。吉三が通うチャーミング学園の大番長を張っていた。あばしり一家が唯一一目置く存在である。常軌を逸した巨大な美女で、優れた戦闘能力を持つ。若年ながら天才的頭脳を持ち数々の超兵器を開発、あばしり一家を苦しめる。超能力を持つ女の子たちで構成された「極悪人ハンター」のリーダーであり、世界中の悪人を監獄送りにしているが、あばしり一家だけは捕まえられずにいる（ストーリーの中で一度だけあばしり一家を逮捕したが、監獄には関与しなかったため脱走されている）。最終回では、ビル以上の巨体になり、誤って五エ門を呑み込んでしまった（マジンガーZが、「自分より大きい」ともらすギャグもある）。
りょう子（りょうこ）
吉三のクラスメート。吉三が来るまではクラスの番長だったが、吉三によってその座を奪われる。そのことで吉三が法印大子率いる番長会にニラまれた時には、吉三の肩を持ったため、番長会から制裁を受けてしまう（吉三はその仇を討とうとするが、直後に法印大子一派との衝突があったため、中途半端に終わってしまう）。
吉三が学園を牛耳るようになってからは、ガールフレンド兼配下となり、学内で吉三に最も親しい存在となる。
なお、作中で名前が出てくることはほとんどなく、唯一、前述の制裁を受けた場面で、吉三に名前を呼ばれたことで判明している。
よし川先生（よしかわ）
吉三のクラスの男性担任教師。所謂、ビン底眼鏡をかけている。通信簿や夏休みの宿題のことで吉三の怒りを買い、半死半生の目に会わされる。校長（女性）に窮状を訴えるも、取り合ってもらえない。結局、最後は両手足を失い、ダルマ男になってしまう。
太め体型で残念顔の妻と子（赤ん坊）がいる。

## 単行本
以下の5種類が発売されている。現在はeBookJapan他の電子書籍版がダウンロード可能。
- コミックス
  - 秋田書店・少年チャンピオンコミックス（全15巻）
  - 秋田コミックス・セレクト（全4巻）
  - 『真マジンガー　衝撃!!H編』（2012年12月5日初版、秋田書店） - 週刊少年チャンピオン創刊40周年記念として2009年21号・22号に掲載された『キューティーハニー VS あばしり一家』を収録。
- 漫画文庫
  - 秋田漫画文庫（全8巻）
  - 角川文庫（全5巻）
  - 廉価版

この他、別冊少年チャンピオン（現・月刊少年チャンピオン）1971年7月号に掲載された単行本未収録の外伝「下肥一家の巻」（作画・石川賢）「大子ちゃんだよーの巻」（岩沢友高）「血と汗と涙の巻」（風忍）、グランドジャンプ2016年17号に掲載された「あばしり一家 21st century」(細野不二彦）が存在する。

## アニメ
学習研究社が発売していたビデオマガジン『レンタマン』内のコンテンツとして製作され、1992年にポニーキャニオンより発売された。全4話。
1. 炸裂バイオレンス!! 俺達に正義は無い
2. 地獄! パラダイス学園
3. 暴動! パラダイスの嵐
4. 裏切りの報酬

### キャスト
- 悪馬尻菊之助：頓宮恭子
- 悪馬尻駄ェ門：富田耕生
- 悪馬尻五ェ門：千葉繁
- 悪馬尻直次郎：玄田哲章
- 悪馬尻吉三：松野太紀
- 頭取：納谷六朗
- 生首団十郎：川久保潔
- 白嶺雪子：天野由梨
- 血泥：荒川太郎
- 鎌切：梅津秀行
- 腐乱怒：桜井敏治
- 人食井：椎橋重
- 美肉：高木渉
- マドモアゼル・ハニー：篠原恵美
- 番長：梁田清之

### スタッフ
- 企画・製作 - 吉田尚剛、布川ゆうじ、永井隆
- 監督・脚本・絵コンテ - 渡部高志
- キャラクターデザイン・作画監督 - 粟井重紀
- 演出 - 粟井重紀、日色如夏
- 美術監督 - 長尾仁
- 撮影監督 - 森口洋輔
- 音響監督 - 岩浪美和
- 音楽 - 見良津健夫
- プロデューサー - 永井謙次、梅崎浩志、中村嘉男、井上徹
- アニメーション制作 - スタジオぴえろ、東京キッズ
- 製作 - ダイナミック企画、スタジオぴえろ、創映新社、ネクスタート

### 主題歌
「やさしくなんかない!」
作詞 - 森田由美 / 作曲 - 乃澤大二郎 / 編曲 - 長内悟 / 歌 - 頓宮恭子

## 映画
2009年11月21日公開。外岡えりかの映画初主演作品である。

### キャスト
- あばしり 菊の助：外岡えりか
- あばしり 駄エ門：菅田俊
- あばしり 五ェ門：イジリー岡田
- あばしり 吉三：なべやかん
- あばしり 直次郎：神威杏次
- 生首 団十郎：佐藤二朗
- 羽仁井薫子：MIWA
- ユキ：吉川まりあ
- まい：遠藤舞

### スタッフ
- エグゼクティブプロデューサー：矢羽田昭彦・及川次雄
- 企画：塩月隆史
- プロデューサー：難波聖司・岩下英雅
- 共同プロデューサー：本島章雄
- アシスタントプロデューサー：伊藤英輔・山口慎一郎
- エグゼクティブアドバイザー：御前順
- 脚本：村井さだゆき
- 監督：石井てるよし